# Bank Junction
Bank Junction est un carrefour routier majeur dans la Cité de Londres, centre historique et financier de Londres.
Neuf rues y convergent. Le trafic y est contrôlé par des feux de signalisation et des lignes de priorité. Il porte le nom de la Banque d'Angleterre voisine. Juste en dessous se trouve l'un des guichets de la Bank Station, l'une des stations les plus fréquentées du métro de Londres.

## Rues
- Threadneedle Street (nord-est vers Bishopsgate)[1]
- Cornhill (est vers Leadenhall Street)
- Lombard Street (sud-est vers Gracechurch Street)
- Mansion House Place (sud, s'étend à l'est de Mansion House)
- Walbrook (sud vers Cannon Street)
- Queen Victoria Street (sud-ouest vers Blackfriars)
- Poultry (ouest vers Cheapside)
- Mansion House Street (ouest, faisant effectivement partie de la jonction, menant à Poultry et Queen Victoria Street)
- Prince's Street (nord-ouest vers Moorgate)

King William Street, une artère principale, commence juste au sud de la jonction, menant à Lombard Street.
Depuis mai 2017, le carrefour est fermé à tous les véhicules sauf les bus et les vélos de 7 h à 19 h du lundi au vendredi, à titre expérimental.

## Monuments
A l'angle nord-est de cette jonction se trouve la Banque d'Angleterre, dont le siège social est situé sur Threadneedle Street depuis 1734 et donc parfois connue sous le métonyme The Old Lady of Threadneedle Street, ou simplement The Old Lady. De l'autre côté, vers Cornhill se trouve le centre commercial Royal Exchange, fondé en 1565 par Thomas Gresham dont la rue Gresham voisine porte le nom.
À l'extérieur de l'entrée principale de la Royal Exchange se trouve une statue équestre du duc de Wellington surplombant Bank Junction. Elle a été inaugurée en juin 1844. Également devant le Royal Exchange se trouve le London Troops War Memorial (en), commémorant les Londoniens qui ont servi et sont morts pendant les Première et Seconde Guerre mondiale. Il y a aussi une statue de James Henry Greathead qui a inventé le bouclier de tunnel qui a permis la construction des lignes de métro de Londres.
Au sud de la jonction se trouve Mansion House. C'est la résidence officielle du Lord-maire de Londres depuis son achèvement en 1752. D'autres bâtiments notables à proximité de Bank Junction incluent le City of London Magistrates' Court on Walbrook, No 1 Poultry (en), la Worshipful Company of Grocers (en), près de Prince's Street, et la Worshipful Company of Mercers, sur Threadneedle Street.